# Zheng Jie
Pour les articles homonymes, voir Zheng (homonymie).
Ne pas confondre avec Zheng Saisai et Zheng Qinwen, également joueuses de tennis.
Dans ce nom chinois, le nom de famille, Zheng, précède le nom personnel.
Zheng Jie (chinois simplifié : 郑洁 ; chinois traditionnel : 鄭潔 ; pinyin : Zhèng Jié), née le 5 juillet 1983 à Chengdu, est une joueuse de tennis chinoise.
Professionnelle entre janvier 2003 et 2015, elle progresse régulièrement dans la hiérarchie mondiale. Dotée d'un remarquable revers à deux mains, elle remporte en 2005 son premier titre sur le circuit WTA, aux Internationaux d'Hobart face à Gisela Dulko.
Au cours de sa carrière, Zheng Jie a remporté dix-neuf titres WTA (quatre en simple, quinze en double dont deux titres du Grand Chelem) et a obtenu une médaille de bronze aux Jeux olympiques de Pékin avec sa compatriote Yan Zi. En mai 2009, elle est la première Chinoise à atteindre la quinzième place mondiale.
Zheng Jie compte un palmarès important en double avec deux victoires associée à sa compatriote Yan Zi (l'Open d'Australie et Wimbledon en 2006), mais aussi deux demies finales en double dame (avec Yan Zi à Roland-Garros et Chan Yung-jan lors de l' US Open). Elle compte aussi quatre demi-finales en mixte.

## Carrière

### 2003 - 2004; Débuts encourageants en double
En 2003, elle commence une longue collaboration en double qui sera couronnée de plusieurs succès avec sa compatriote Yan Zi.
En 2004, elle arrive en quarts de finale en double dames, associée à sa partenaire Yan Zi lors de l'Open d'Australie. Elles y éliminent notamment la paire tête de série numéro 5, Cara Black et Rennae Stubbs. 
En simple, elle atteint le 4e tour à Roland-Garros. Elle élimine Dally Randriantefy puis la 31e tête de série Émilie Loit et enfin Tathiana Garbin.

### 2005 - 2007. Trois titres
Associée à Yan Zi, elle obtient ses deux premiers titres en 2005 : Hobart et Hyderâbâd. 
La saison 2006 est une année réussie : elle décroche deux titres supplémentaires en simple et, aux côtés de sa compatriote Yan Zi, gagne six épreuves en double dames, y compris l'Open d'Australie et Wimbledon. 17e mondiale en simple (et 3e en double), elle chute ensuite au-delà du 150e rang en 2007 en raison d'une blessure à la cheville.
En double, elle remporte 10 titres durant ces trois années : (Hobart, Hyderâbâd en 2005; l'Open d'Australie, Berlin, Rabat, Bois-le-Duc, Wimbledon et New Haven en 2006; Charleston et Strasbourg en 2008) toujours avec la même partenaire, sa compatriote Yan Zi.

### 2008 - 2009. Demi-finale à Wimbledon
Alors classée 133e, elle réalise en juillet 2008 l'exploit de sa carrière à l'occasion du tournoi de Wimbledon : quelques semaines avant le début des Jeux olympiques de Pékin, elle se hisse en demi-finale, au bénéfice de succès probants contre la numéro un mondiale Ana Ivanović au 3e tour, puis Ágnes Szávay (15e) et Nicole Vaidišová (22e). Bien qu'ensuite battue par Serena Williams en deux sets, cette qualification est une première pour le tennis chinois dans une épreuve du Grand Chelem. Elle réalise un bond spectaculaire au classement WTA, puisqu'elle passe durant l'année 2008 du 163e au 25e rang mondial.
La même année, elle passe deux tours aux jeux olympiques. À Canton, elle réussit à atteindre les demi-finales. Elle élimine Sun Tiantian, Raluca Olaru et Tamira Paszek. À Pékin, elle réitère le même parcours en éliminant Agnieszka Radwańska et Ana Ivanović sur son passage.
L'année suivante, lors du majeur en Australie, elle atteint les huitièmes de finale, éliminant Camille Pin puis Melinda Czink et Kateryna Bondarenko.
La même année, elle arrive en demi-finale du tournoi de Monterrey, en huitièmes de finale à Miami et en quarts à Los Angeles en simple.
En double, toujours avec la même partenaire, elles obtiennent le titre en 2008 à Sydney et parviennent en finale finales à Indian Wells.

### 2010 - 2011. Demi-finale en Australie
En janvier 2010, à l'Open d'Australie, elle atteint pour la seconde fois de sa carrière une demi-finale de Grand Chelem, où elle perd sur un score expéditif contre Justine Henin. Sur son chemin, elle bat sa compatriote Peng Shuai (0-6 6-1 6-2), puis la 24e tête de série María José Martínez (2-6 6-2 6-3). Elle enchaine ensuite face à la 11e tête de série Marion Bartoli (5-7 6-3 6-0) puis la 31e tête de série Alona Bondarenko (7-6 6-4). Enfin, elle vainc Maria Kirilenko (6-1 6-3). Justine Henin mettra fin à son parcours en la battant sèchement.
À Indian Wells, exemptée du 1er tour, elle arrive ensuite en quarts en obtenant des victoires sur Sorana Cîrstea (6-3 7-5), mais surtout sur la 10e tête de série,Maria Sharapova (6-3 2-6 6-3). Elle élimine ensuite Alicia Molik (6-3 4-6 7-6).Caroline Wozniacki l'élimine au tour suivant (6-4 4-6 6-1). Après des échecs prématurés, elle se ressaisit à Varsovie en arrivant en finale, prenant sa revanche sur Caroline Wozniacki au passage. Elle perdra cependant face à Alexandra Dulgheru. Le seul résultat au delà du 3e tour de l'année pour elle est à Montréal, éliminant Elena Dementieva sur son passage.
En 2011, elle essuie maintes défaites prématurées jusqu'en août. Elle atteint néanmoins deux demi-finales à (Canton et Osaka). En double, elle obtient un titre de prestige en gagnant le tournoi de Rome associée à Peng Shuai.

### 2012. Dernier titre en simple
Alignée à Auckland, elle gagne son dernier titre. Elle élimine tour à tour Ayumi Morita, puis sévèrement Monica Niculescu (lui infligeant un score de 6-0 6-2). Puis elle vainc Lucie Hradecká et enfin Svetlana Kuznetsova pour atteindre la finale. Finale remportée face à Flavia Pennetta sur abandon.
Elle poursuit à l'Open d'Australie en rejoignant les huitièmes et en écartant Marion Bartoli et Roberta Vinci sur son passage. Il lui faut attendre Birmingham pour rejoindre une demi-finale, où elle sera battue par la Serbe Jelena Janković.

### 2013 - 2015. Dernier titre en double et fin de carrière
En 2013, elle obtient quelques victoires sur des joueuses importantes, comme à Bruxelles où elle bat Caroline Wozniacki au 2e tour,  ou encore Venus Williams à l'US Open. En double, elle obtient son dernier titre à New Haven en compagnie d'une des spécialistes de la discipline, Sania Mirza.
2014 est une année sans titre. À l'Open d'Australie, elle élimine Madison Keys (6-2 6-1), puis deux têtes de série Roberta Vinci (6-4 6-2) et Marion Bartoli sur un double 6-3. Il lui faudra attendre le tournoi de Bois-le-Duc pour reprendre des couleurs et atteindre une finale. Elle élimine coup sur coup Mónica Puig, Carla Suárez Navarro sur abandon, Elina Svitolina et Magdaléna Rybáriková. Elle sera battue par Coco Vandeweghe. 
En 2015, elle arrive en finale de deux tournois en double avec Chan Yung-jan (lors de l'Open d'Australie et Eastbourne). 
En simple, elle jouera son unique match lors du 1er tour de l'Open d'Australie perdu face à Chang Kai-chen. À Roland-Garros lors du double mixte, elle s'associe à Henri Kontinen, avec qui elle arrive jusqu'en demi-finale. Égalant son score dans cette discipline obtenu avec Max Mirnyi en 2006, Mahesh Bhupathi en 2008 et Scott Lipsky en 2014.

## Palmarès

### Titres en simple dames
| No | Date       | Nom et lieu du tournoi              | Catégorie | Dotation  | Surface      | Finaliste         | Score             |          |
| -- | ---------- | ----------------------------------- | --------- | --------- | ------------ | ----------------- | ----------------- | -------- |
| 1  | 09-01-2005 | Moorilla International, Hobart      | Tier V    | 110 000 $ | Dur (ext.)   | Gisela Dulko      | 6-2, 6-0          | Parcours |
| 2  | 01-05-2006 | Estoril Open, Estoril               | Tier IV   | 145 000 $ | Terre (ext.) | Li Na             | 6-75, 7-5, ab.    | Parcours |
| 3  | 08-08-2006 | Nordea Nordic Light Open, Stockholm | Tier IV   | 145 000 $ | Dur (ext.)   | Anastasia Myskina | 6-4, 6-1          | Parcours |
| 4  | 02-01-2012 | ASB Classic, Auckland               | Intern'l  | 220 000 $ | Dur (ext.)   | Flavia Pennetta   | 2-6, 6-3, 2-0 ab. | Parcours |

### Finales en simple dames
| No | Date       | Nom et lieu du tournoi           | Catégorie | Dotation  | Surface      | Vainqueure             | Score    |          |
| -- | ---------- | -------------------------------- | --------- | --------- | ------------ | ---------------------- | -------- | -------- |
| 1  | 02-05-2005 | GP Princesse Lalla Meryem, Rabat | Tier IV   | 140 000 $ | Terre (ext.) | Nuria Llagostera Vives | 6-4, 6-2 | Parcours |
| 2  | 17-05-2010 | Polsat Warsaw Open, Varsovie     | Premier   | 600 000 $ | Terre (ext.) | Alexandra Dulgheru     | 6-3, 6-4 | Parcours |
| 3  | 15-06-2014 | Topshelf Open, Bois-le-Duc       | Intern'l  | 250 000 $ | Gazon (ext.) | Coco Vandeweghe        | 6-2, 6-4 | Parcours |

### Titres en double dames
| No | Date       | Nom et lieu du tournoi                  | Catégorie | Dotation    | Surface      | Partenaire      | Finalistes                          | Score             |          |
| -- | ---------- | --------------------------------------- | --------- | ----------- | ------------ | --------------- | ----------------------------------- | ----------------- | -------- |
| 1  | 09-01-2005 | Moorilla International Hobart           | Tier V    | 110 000 $   | Dur (ext.)   | Yan Zi          | Anabel Medina Dinara Safina         | 6-4, 7-5          | Parcours |
| 2  | 07-02-2005 | Hyderabad Open Hyderabad                | Tier IV   | 140 000 $   | Dur (ext.)   | Yan Zi          | Li Ting Sun Tiantian                | 6-4, 6-1          | Parcours |
| 3  | 16-01-2006 | Australian Open Melbourne               | G. Chelem | 6 137 580 $ | Dur (ext.)   | Yan Zi          | Lisa Raymond Samantha Stosur        | 2-6, 7-67, 6-3    | Parcours |
| 4  | 08-05-2006 | German Open Berlin                      | Tier I    | 1 340 000 $ | Terre (ext.) | Yan Zi          | Elena Dementieva Flavia Pennetta    | 6-2, 6-3          | Parcours |
| 5  | 15-05-2006 | GP Princesse Lalla Meryem Rabat         | Tier IV   | 145 000 $   | Terre (ext.) | Yan Zi          | Ashley Harkleroad Bethanie Mattek   | 6-1, 6-3          | Parcours |
| 6  | 19-06-2006 | Ordina Open Bois-le-Duc                 | Tier III  | 175 000 $   | Gazon (ext.) | Yan Zi          | Ana Ivanović Maria Kirilenko        | 3-6, 6-2, 6-2     | Parcours |
| 7  | 26-06-2006 | The Championships Wimbledon             | G. Chelem | 6 743 737 $ | Gazon (ext.) | Yan Zi          | Virginia Ruano Pascual Paola Suárez | 6-3, 3-6, 6-2     | Parcours |
| 8  | 22-08-2006 | Pilot Pen Tennis New Haven              | Tier II   | 600 000 $   | Dur (ext.)   | Yan Zi          | Lisa Raymond Samantha Stosur        | 6-4, 6-2          | Parcours |
| 9  | 09-04-2007 | Family Circle Cup Charleston            | Tier I    | 1 340 000 $ | Terre (ext.) | Yan Zi          | Peng Shuai Sun Tiantian             | 7-5, 6-0          | Parcours |
| 10 | 21-05-2007 | Internationaux de Strasbourg Strasbourg | Tier III  | 175 000 $   | Terre (ext.) | Yan Zi          | Alicia Molik Sun Tiantian           | 6-3, 6-4          | Parcours |
| 11 | 07-01-2008 | Medibank International Sydney           | Tier II   | 600 000 $   | Dur (ext.)   | Yan Zi          | Tatiana Perebiynis Tatiana Poutchek | 6-4, 7-65         | Parcours |
| 12 | 22-02-2010 | Malaysian Open Kuala Lumpur             | Intern'l  | 220 000 $   | Dur (ext.)   | Chan Yung-jan   | Anastasia Rodionova Arina Rodionova | 6-74, 6-2, [10-7] | Parcours |
| 13 | 02-08-2010 | Mercury Insurance Open San Diego        | Premier   | 700 000 $   | Dur (ext.)   | Maria Kirilenko | Lisa Raymond Rennae Stubbs          | 6-4, 6-4          | Parcours |
| 14 | 09-05-2011 | Internazionali d'Italia Rome            | Premier 5 | 2 050 000 $ | Terre (ext.) | Peng Shuai      | Vania King Yaroslava Shvedova       | 6-2, 6-3          | Parcours |
| 15 | 18-08-2013 | New Haven Open at Yale New Haven        | Premier   | 690 000 $   | Dur (ext.)   | Sania Mirza     | Anabel Medina Katarina Srebotnik    | 6-3, 6-4          | Parcours |

### Finales en double dames
| No | Date       | Nom et lieu du tournoi             | Catégorie | Dotation     | Surface      | Vainqueures                               | Partenaire         | Score             |          |
| -- | ---------- | ---------------------------------- | --------- | ------------ | ------------ | ----------------------------------------- | ------------------ | ----------------- | -------- |
| 1  | 09-06-2003 | Wien Energie Grand Prix Vienne     | Tier III  | 170 000 $    | Terre (ext.) | Li Ting Sun Tiantian                      | Yan Zi             | 6-3, 6-4          | Parcours |
| 2  | 12-09-2005 | Wismilak International Bali        | Tier III  | 225 000 $    | Dur (ext.)   | Anna-Lena Grönefeld Meghann Shaughnessy   | Yan Zi             | 6-3, 6-3          | Parcours |
| 3  | 19-09-2005 | China Open Pékin                   | Tier II   | 585 000 $    | Dur (ext.)   | Nuria Llagostera Vives María Vento-Kabchi | Yan Zi             | 6-2, 6-4          | Parcours |
| 4  | 06-02-2006 | Women's Open Pattaya               | Tier IV   | 170 000 $    | Dur (ext.)   | Li Ting Sun Tiantian                      | Yan Zi             | 3-6, 6-1, 7-65    | Parcours |
| 5  | 08-08-2006 | Nordea Nordic Light Open Stockholm | Tier IV   | 145 000 $    | Dur (ext.)   | Eva Birnerová Jarmila Gajdošová           | Yan Zi             | 0-6, 6-4, 6-2     | Parcours |
| 6  | 31-12-2007 | Australian Women's HC Gold Coast   | Tier III  | 175 000 $    | Dur (ext.)   | Dinara Safina Ágnes Szávay                | Yan Zi             | 6-1, 6-2          | Parcours |
| 7  | 25-02-2008 | Tennis Championships Dubaï         | Tier II   | 1 500 000 $  | Dur (ext.)   | Cara Black Liezel Huber                   | Yan Zi             | 7-5, 6-2          | Parcours |
| 8  | 10-03-2008 | Pacific Life Open Indian Wells     | Tier I    | 2 100 000 $  | Dur (ext.)   | Dinara Safina Elena Vesnina               | Yan Zi             | 6-1, 1-6, [10-8]  | Parcours |
| 9  | 18-05-2009 | Warsaw Open Varsovie               | Premier   | 600 000 $    | Terre (ext.) | Raquel Kops-Jones Bethanie Mattek-Sands   | Yan Zi             | 6-1, 6-1          | Parcours |
| 10 | 26-07-2010 | Bank of the West Classic Stanford  | Premier   | 700 000 $    | Dur (ext.)   | Lindsay Davenport Liezel Huber            | Chan Yung-jan      | 7-5, 6-78, [10-8] | Parcours |
| 11 | 07-02-2011 | PTT Open Pattaya                   | Intern'l  | 220 000 $    | Dur (ext.)   | Sara Errani Roberta Vinci                 | Sun Shengnan       | 3-6, 6-3, [10-5]  | Parcours |
| 12 | 21-05-2012 | Brussels Open Bruxelles            | Premier   | 637 000 $    | Terre (ext.) | Bethanie Mattek-Sands Sania Mirza         | Alicja Rosolska    | 6-3, 6-2          | Parcours |
| 13 | 13-08-2012 | Western & Southern Open Cincinnati | Premier 5 | 2 168 400 $  | Dur (ext.)   | Andrea Hlaváčková Lucie Hradecká          | Katarina Srebotnik | 6-1, 6-3          | Parcours |
| 14 | 19-01-2015 | Australian Open Melbourne          | G. Chelem | 15 561 973 $ | Dur (ext.)   | Bethanie Mattek-Sands Lucie Šafářová      | Chan Yung-jan      | 6-4, 7-65         | Parcours |
| 15 | 21-06-2015 | AEGON International Eastbourne     | Premier   | 731 000 $    | Gazon (ext.) | Caroline Garcia Katarina Srebotnik        | Chan Yung-jan      | 7-65, 6-2         | Parcours |

## Parcours en Grand Chelem

### En simple dames
| Année | Open d'Australie | Open d'Australie    | Internationaux de France | Internationaux de France | Wimbledon       | Wimbledon          | US Open         | US Open             |
| ----- | ---------------- | ------------------- | ------------------------ | ------------------------ | --------------- | ------------------ | --------------- | ------------------- |
| 2004  | 1er tour (1/64)  | Vera Dushevina      | 4e tour (1/8)            | Paola Suárez             | 1er tour (1/64) | Serena Williams    | 1er tour (1/64) | Nadia Petrova       |
| 2005  | 1er tour (1/64)  | Dinara Safina       | 1er tour (1/64)          | Francesca Schiavone      | -               | -                  | 2e tour (1/32)  | Nicole Vaidišová    |
| 2006  | 1er tour (1/64)  | Anna Chakvetadze    | 2e tour (1/32)           | Ivana Lisjak             | 3e tour (1/16)  | Kim Clijsters      | 2e tour (1/32)  | Anastasia Rodionova |
| 2007  | 1er tour (1/64)  | Julia Schruff       | 1er tour (1/64)          | Timea Bacsinszky         | -               | -                  | -               | -                   |
| 2008  | -                | -                   | 3e tour (1/16)           | Dinara Safina            | 1/2 finale      | Serena Williams    | 3e tour (1/16)  | Jelena Janković     |
| 2009  | 4e tour (1/8)    | Svetlana Kuznetsova | 2e tour (1/32)           | M. L. de Brito           | 2e tour (1/32)  | Daniela Hantuchová | 3e tour (1/16)  | Nadia Petrova       |
| 2010  | 1/2 finale       | Justine Henin       | 2e tour (1/32)           | Anastasia Pivovarova     | 2e tour (1/32)  | Petra Kvitová      | 2e tour (1/32)  | Ana Ivanović        |
| 2011  | -                | -                   | 2e tour (1/32)           | Petra Kvitová            | 2e tour (1/32)  | Misaki Doi         | 2e tour (1/32)  | Andrea Petkovic     |
| 2012  | 4e tour (1/8)    | Sara Errani         | 2e tour (1/32)           | Aleksandra Wozniak       | 3e tour (1/16)  | Serena Williams    | 3e tour (1/16)  | Victoria Azarenka   |
| 2013  | 3e tour (1/16)   | Julia Görges        | 3e tour (1/16)           | Maria Sharapova          | 1er tour (1/64) | Caroline Garcia    | 3e tour (1/16)  | Carla Suárez        |
| 2014  | 3e tour (1/16)   | Casey Dellacqua     | 1er tour (1/64)          | A.K. Schmiedlová         | 2e tour (1/32)  | Ana Ivanović       | 1er tour (1/64) | Peng Shuai          |
| 2015  | 1er tour (1/64)  | Chang Kai-chen      | -                        | -                        | -               | -                  | -               | -                   |

À droite du résultat, l’ultime adversaire.

### En double dames
| Année | Open d'Australie            | Open d'Australie             | Internationaux de France    | Internationaux de France     | Wimbledon                     | Wimbledon                  | US Open                      | US Open                    |
| ----- | --------------------------- | ---------------------------- | --------------------------- | ---------------------------- | ----------------------------- | -------------------------- | ---------------------------- | -------------------------- |
| 2003  | -                           | -                            | -                           | -                            | -                             | -                          | 1er tour (1/32) Yan Zi       | Dája Bedáňová E. Tatarkova |
| 2004  | 1/4 de finale Yan Zi        | S. Kuznetsova Likhovtseva    | 1er tour (1/32) Yan Zi      | Gisela Dulko P. Tarabini     | 3e tour (1/8) Yan Zi          | Liezel Huber Ai Sugiyama   | 2e tour (1/16) Yan Zi        | Liezel Huber T. Tanasugarn |
| 2005  | 1er tour (1/32) Yan Zi      | Beygelzimer İpek Şenoğlu     | 3e tour (1/8) Yan Zi        | Cara Black Liezel Huber      | -                             | -                          | 1/4 de finale Yan Zi         | C. Martínez V. Ruano       |
| 2006  | Victoire Yan Zi             | Lisa Raymond S. Stosur       | 1/2 finale Yan Zi           | D. Hantuchová Ai Sugiyama    | Victoire Yan Zi               | V. Ruano Paola Suárez      | 1/4 de finale Yan Zi         | Květa Peschke F. Schiavone |
| 2007  | 1/2 finale Yan Zi           | Chan Yung-jan Chuang C-j.    | 1er tour (1/32) Yan Zi      | N. Llagostera M. J. Martínez | -                             | -                          | -                            | -                          |
| 2008  | 1/2 finale Yan Zi           | V. Azarenka Shahar Peer      | 3e tour (1/8) Yan Zi        | Anabel Medina V. Ruano       | 3e tour (1/8) Yan Zi          | E. Makarova Selima Sfar    | 1/4 de finale Yan Zi         | Cara Black Liezel Huber    |
| 2009  | 3e tour (1/8) Yan Zi        | N. Llagostera M. J. Martínez | 1/4 de finale Yan Zi        | V. Azarenka Elena Vesnina    | 3e tour (1/8) Yan Zi          | S. Williams V. Williams    | 1/4 de finale Yan Zi         | S. Williams V. Williams    |
| 2010  | 3e tour (1/8) Elena Vesnina | B. Mattek Yan Zi             | 3e tour (1/8) Chan Yung-jan | M. Niculescu Shahar Peer     | 1er tour (1/32) Chan Yung-jan | Amanmuradova K. Barrois    | 1/2 finale Chan Yung-jan     | Liezel Huber Nadia Petrova |
| 2011  | -                           | -                            | 2e tour (1/16) Peng Shuai   | A. Dulgheru M. Rybáriková    | 1/4 de finale Peng Shuai      | Květa Peschke K. Srebotnik | 1er tour (1/32) Peng Shuai   | D. Hantuchová A. Radwańska |
| 2012  | 3e tour (1/8) Polona Hercog | Kudryavtseva E. Makarova     | 3e tour (1/8) Peng Shuai    | Vania King Y. Shvedova       | 1er tour (1/32) Peng Shuai    | M. Erakovic T. Tanasugarn  | 1er tour (1/32) K. Srebotnik | Eva Birnerová R. Oprandi   |
| 2013  | 1/4 de finale N. Llagostera | V. Lepchenko Zheng Saisai    | 3e tour (1/8) Zhang Shuai   | A. Hlaváčková L. Hradecká    | 3e tour (1/8) Vania King      | Nadia Petrova K. Srebotnik | 1/2 finale Sania Mirza       | A. Barty C. Dellacqua      |
| 2014  | 1er tour (1/32) M. Erakovic | Alizé Cornet C. Garcia       | 1er tour (1/32) Vania King  | Tatjana Maria E. Svitolina   | 1/2 finale A. Hlaváčková      | Sara Errani Roberta Vinci  | 1/4 de finale A. Hlaváčková  | Kimiko Date B. Z. Strýcová |
| 2015  | Finale Chan Yung-jan        | B. Mattek L. Šafářová        | 3e tour (1/8) Chan Yung-jan | Sílvia Soler M. T. Torró     | 1er tour (1/32) Chan Yung-jan | J. Gajdošová Tomljanović   | -                            | -                          |

Sous le résultat, la partenaire ; à droite, l’ultime équipe adverse.

### En double mixte
| Année | Open d'Australie              | Open d'Australie            | Internationaux de France     | Internationaux de France    | Wimbledon                    | Wimbledon                  | US Open                       | US Open                   |
| ----- | ----------------------------- | --------------------------- | ---------------------------- | --------------------------- | ---------------------------- | -------------------------- | ----------------------------- | ------------------------- |
| 2006  | -                             | -                           | 2e tour (1/8) Max Mirnyi     | Gisela Dulko F. González    | 1/2 finale Max Mirnyi        | V. Williams Bob Bryan      | -                             | -                         |
| 2008  | 1er tour (1/16) Daniel Nestor | Chan Yung-jan Eric Butorac  | 1/2 finale M. Bhupathi       | K. Srebotnik N. Zimonjić    | -                            | -                          | -                             | -                         |
| 2011  | -                             | -                           | 2e tour (1/8) M. Bhupathi    | Rennae Stubbs Marcelo Melo  | -                            | -                          | -                             | -                         |
| 2012  | -                             | -                           | -                            | -                           | 1/4 de finale Rohan Bopanna  | Lisa Raymond Mike Bryan    | 1er tour (1/16) Rohan Bopanna | An. Rodionova J.-J. Rojer |
| 2013  | -                             | -                           | -                            | -                           | 1/4 de finale Rohan Bopanna  | V. Dushevina J.-J. Rojer   | -                             | -                         |
| 2014  | 1/2 finale Scott Lipsky       | K. Mladenovic Daniel Nestor | 1er tour (1/16) Scott Lipsky | A.-L. Grönefeld J.-J. Rojer | 1er tour (1/32) Scott Lipsky | Jocelyn Rae Colin Fleming  | -                             | -                         |
| 2015  | -                             | -                           | 1/2 finale H. Kontinen       | L. Hradecká M. Matkowski    | 2e tour (1/16) H. Kontinen   | Raluca Olaru Michael Venus | -                             | -                         |

Sous le résultat, le partenaire ; à droite, l’ultime équipe adverse.

## Parcours en «Premier Mandatory» et «Premier 5»
Découlant d'une réforme du circuit WTA inaugurée en 2009, les tournois WTA « Premier Mandatory » et « Premier 5 » constituent les catégories d'épreuves les plus prestigieuses, après les quatre levées du Grand Chelem.

### En simple dames
| Année |              | Premier Mandatory            | Premier Mandatory           | Premier Mandatory                 | Premier Mandatory               |       | Premier 5 | Premier 5                     | Premier 5                  | Premier 5                   | Premier 5                     | Premier 5 | Premier 5                     |
| Année | Indian Wells | Miami                        | Madrid                      | Pékin                             |                                 | Dubaï | Rome      | Canada                        | Cincinnati                 |                             | Tokyo                         |           |                               |
| Année | Indian Wells | Miami                        | Madrid                      | Pékin                             |                                 | Doha  | Rome      | Canada                        | Cincinnati                 |                             | Wuhan                         |           |                               |
| Année | Indian Wells | Miami                        | Madrid                      | Pékin                             |                                 |       | Rome      | Canada                        | Cincinnati                 |                             |                               |           |                               |
| 2009  |              | 2e tour (1/32) V. Dushevina  | 4e tour (1/8) S. Williams   | 2e tour (1/16) A. Mauresmo        | 1er tour (1/32) S. Kuznetsova   |       |           | 3e tour (1/8) S. Williams     | 3e tour (1/8) D. Safina    | 3e tour (1/8) L. Šafářová   | 1er tour (1/32) S. Bammer     |           | 2e tour (1/16) V. Azarenka    |
| 2010  |              | 1/4 de finale C. Wozniacki   | 2e tour (1/32) V. Razzano   | 1er tour (1/32) A. Medina         |                                 |       |           | 1er tour (1/32) A. Molik      | 1er tour (1/32) M. Camerin | 1/4 de finale S. Kuznetsova | 1er tour (1/32) F. Pennetta   |           |                               |
| 2011  |              | 1er tour (1/64) S. Arvidsson | 2e tour (1/32) S. Stosur    | 1er tour (1/32) A. Pavlyuchenkova | 2e tour (1/16) A. Radwańska     |       |           | 2e tour (1/16) P. Schnyder    | 1er tour (1/32) A. Brianti | 3e tour (1/8) S. Williams   | 2e tour (1/16) J. Janković    |           | 1er tour (1/32) C. Vandeweghe |
| 2012  |              | 3e tour (1/16) Li N.         | 3e tour (1/16) D. Cibulková | 1er tour (1/32) M. Kirilenko      | 1er tour (1/32) L. Arruabarrena |       |           | 1er tour (1/32) M. Kirilenko  | 1er tour (1/32) A. Medina  |                             | 1er tour (1/32) D. Hantuchová |           | 2e tour (1/16) D. Cibulková   |
| 2013  |              | 1er tour (1/64) K. Pervak    | 2e tour (1/32) N. Petrova   | 1er tour (1/32) S. Kuznetsova     | 1er tour (1/32) M. Kirilenko    |       |           | 1er tour (1/32) An. Rodionova | 2e tour (1/16) Li N.       | 1er tour (1/32) M. Barthel  |                               |           |                               |
| 2014  |              | 2e tour (1/32) Li N.         | 1er tour (1/64) C. McHale   | 2e tour (1/16) Li N.              |                                 |       |           |                               |                            |                             |                               |           |                               |

Sous le résultat, l’ultime adversaire.

### En double dames
N.B. : le nom de la partenaire se trouve sous le résultat ; le nom des ultimes adversaires se trouve à droite.

## Parcours aux Masters

### En double dames
| # | Date       | Nom de l'édition                   | ($)       | Surface    | Résultat   | Partenaire | Ultimes adversaires      | Score         |          |
| - | ---------- | ---------------------------------- | --------- | ---------- | ---------- | ---------- | ------------------------ | ------------- | -------- |
| 1 | 06/11/2006 | Sony Ericsson Championships Madrid | 3 000 000 | Dur (int.) | 1/2 finale | Yan Zi     | Cara Black Rennae Stubbs | 7-5, 2-6, 7-5 | Parcours |

## Parcours aux Jeux olympiques

### En simple dames
| # | Date       | Nom de l'olympiade             | Surface      | Résultat        | Ultime adversaire | Score         |          |
| - | ---------- | ------------------------------ | ------------ | --------------- | ----------------- | ------------- | -------- |
| 1 | 15/08/2004 | Olympic Tennis Event Athènes   | Dur (ext.)   | 1er tour (1/32) | Ai Sugiyama       | 4-6, 6-3, 8-6 | Parcours |
| 2 | 11/08/2008 | Olympic Tennis Event Pékin     | Dur (ext.)   | 3e tour (1/8)   | Dinara Safina     | 6-4, 6-3      | Parcours |
| 3 | 28/07/2012 | Olympic Tennis Event Wimbledon | Gazon (ext.) | 1er tour (1/32) | Nadia Petrova     | 6-4, 7-67     | Parcours |

### En double dames
| # | Date       | Nom de l'olympiade             | Surface      | Résultat      | Partenaire | Ultimes adversaires                      | Score          |          |
| - | ---------- | ------------------------------ | ------------ | ------------- | ---------- | ---------------------------------------- | -------------- | -------- |
| 1 | 15/08/2004 | Olympic Tennis Event Athènes   | Dur (ext.)   | 1/4 de finale | Yan Zi     | Conchita Martínez Virginia Ruano Pascual | 6-1, 6-1       | Parcours |
| 2 | 11/08/2008 | Olympic Tennis Event Pékin     | Dur (ext.)   | Bronze        | Yan Zi     | Alona Bondarenko Kateryna Bondarenko     | 6-2, 6-2       | Parcours |
| 3 | 28/07/2012 | Olympic Tennis Event Wimbledon | Gazon (ext.) | 1/4 de finale | Peng Shuai | Maria Kirilenko Nadia Petrova            | 7-5, 6-77, 6-4 | Parcours |

## Parcours en Fed Cup
| #                                                               | Date       | Lieu      | Surface      | Gagnante(s)                        | Perdante(s)                     | Score          |          |
|                                                                 |            |           |              |                                    |                                 |                |          |
| 2002 - Barrage (groupe mondial I) - Chine - Russie - 0 : 5      |            |           |              |                                    |                                 |                |          |
| 1                                                               | 20/07/2002 | Pékin     | Dur (int.)   | Tatiana Panova                     | Zheng Jie                       | 6-3, 6-1       | Parcours |
| 1                                                               | 20/07/2002 | Pékin     | Dur (int.)   | Elena Dementieva                   | Zheng Jie                       | 6-4, 6-0       | Parcours |
| 1                                                               | 20/07/2002 | Pékin     | Dur (int.)   | Elena Bovina Tatiana Panova        | Yan Zi Zheng Jie                | 6-3, 7-63      | Parcours |
|                                                                 |            |           |              |                                    |                                 |                |          |
| 2005 - Barrage (groupe mondial II) - Chine - Slovénie - 4 : 1   |            |           |              |                                    |                                 |                |          |
| 2                                                               | 09/07/2005 | Pékin     | Dur (int.)   | Katarina Srebotnik                 | Zheng Jie                       | 7-65, 3-6, 6-3 | Parcours |
| 2                                                               | 09/07/2005 | Pékin     | Dur (int.)   | Zheng Jie                          | Andreja Klepač                  | 6-3, 6-1       | Parcours |
|                                                                 |            |           |              |                                    |                                 |                |          |
| 2006 - 1er tour (groupe mondial II) - Indonésie - Chine - 0 : 4 |            |           |              |                                    |                                 |                |          |
| 3                                                               | 22/04/2006 | Jakarta   | Dur (ext.)   | Yan Zi Zheng Jie                   | Ayu-Fani Damayanti Septi Mende  | Non disputé    | Parcours |
|                                                                 |            |           |              |                                    |                                 |                |          |
| 2006 - Barrage (groupe mondial I) - Chine - Allemagne - 4 : 1   |            |           |              |                                    |                                 |                |          |
| 4                                                               | 15/07/2006 | Pékin     | Dur (int.)   | Zheng Jie                          | Kathrin Wörle                   | 6-4, 7-5       | Parcours |
| 4                                                               | 15/07/2006 | Pékin     | Dur (int.)   | Yan Zi Zheng Jie                   | Kristina Barrois Jasmin Wöhr    | 6-3, 6-4       | Parcours |
|                                                                 |            |           |              |                                    |                                 |                |          |
| 2008 - 1/4 de finale (groupe mondial) - Chine - France - 3 : 2  |            |           |              |                                    |                                 |                |          |
| 5                                                               | 02/02/2008 | Pékin     | Dur (int.)   | Yan Zi Zheng Jie                   | Nathalie Dechy Virginie Razzano | 7-5, 7-65      | Parcours |
|                                                                 |            |           |              |                                    |                                 |                |          |
| 2008 - 1/2 finale (groupe mondial) - Chine - Espagne - 1 : 4    |            |           |              |                                    |                                 |                |          |
| 6                                                               | 26/04/2008 | Pékin     | Dur (int.)   | Nuria Llagostera                   | Zheng Jie                       | 6-3, 6-4       | Parcours |
| 6                                                               | 26/04/2008 | Pékin     | Dur (int.)   | Zheng Jie                          | Carla Suárez Navarro            | 7-65, 6-3      | Parcours |
|                                                                 |            |           |              |                                    |                                 |                |          |
| 2009 - Barrage (groupe mondial I) - Allemagne - Chine - 3 : 2   |            |           |              |                                    |                                 |                |          |
| 7                                                               | 25/04/2009 | Francfort | Terre (ext.) | Sabine Lisicki                     | Zheng Jie                       | 6-4, 2-6, 6-4  | Parcours |
| 7                                                               | 25/04/2009 | Francfort | Terre (ext.) | Zheng Jie                          | Anna-Lena Grönefeld             | 7-5, 6-4       | Parcours |
| 7                                                               | 25/04/2009 | Francfort | Terre (ext.) | Anna-Lena Grönefeld Sabine Lisicki | Peng Shuai Zheng Jie            | 4-6, 7-5, 6-2  | Parcours |

## Classements WTA en fin de saison
| Année          | 2000 | 2001 | 2002 | 2003 | 2004 | 2005 | 2006 | 2007 | 2008 | 2009 | 2010 | 2011 | 2012 | 2013 | 2014 | 2015 |
| Rang en simple | 786  | 457  | 183  | 94   | 67   | 44   | 33   | 163  | 25   | 36   | 26   | 48   | 26   | 52   | 91   | 949  |
| Rang en double | 794  | 283  | 137  | 74   | 38   | 30   | 3    | 21   | 15   | 24   | 16   | 20   | 19   | 17   | 28   | 34   |

Source : (en) Classements de Zheng Jie sur le site officiel de la Fédération internationale de tennis

## Victoires sur des top 10
2008: Ana Ivanović (n°1) Wimbledon
Agnieszka Radwańska (n°10) et Ana Ivanović (n°4) Pékin
2009: Dinara Safina (n°1) Los Angeles
Caroline Wozniacki (n°10) Toronto
2010: Caroline Wozniacki (n°3) Varsovie
Elena Dementieva (n°8) Montréal
2011: Kim Clijsters (n°2) Toronto
2012: Marion Bartoli (n°9) Open d'Australie
2013: Samantha Stosur (n°9) Sydney et Open d'Australie
Caroline Wozniacki (n°10) Bruxelles